# Флорианская площадь
Флорианская площадь (словац. Floriánske námestie) — площадь в Братиславе, расположена в Старом городе и названа в честь Святого Флориана.
Площадь окружена с северо-запада улицей Радлинского, с запада Американской площадью и с юга улицами Майкова и Блюментальской, в начале которых находится церковь Успения Пресвятой Богородицы.
В центре площади расположена одна из важных достопримечательностей города, являющаяся национальным памятником культуры с 1963 года, — статуя святого Флориана (Святой Флориан — покровитель пожарных, спасших город от большого пожара в 1732 году). Статуя в стиле барокко была построена в 1732 году и первоначально стояла напротив Лауринских ворот, но в 1938 году ее перенесли на нынешнее место. В 2007 году её состояние настолько ухудшилось, что потребовался срочный ремонт, который продлился до марта 2014 года. Статуя создана в братиславской мастерской Криштофа Рентфорта, а аксессуары — в мастерской Сартори.